# Industrilandskapet

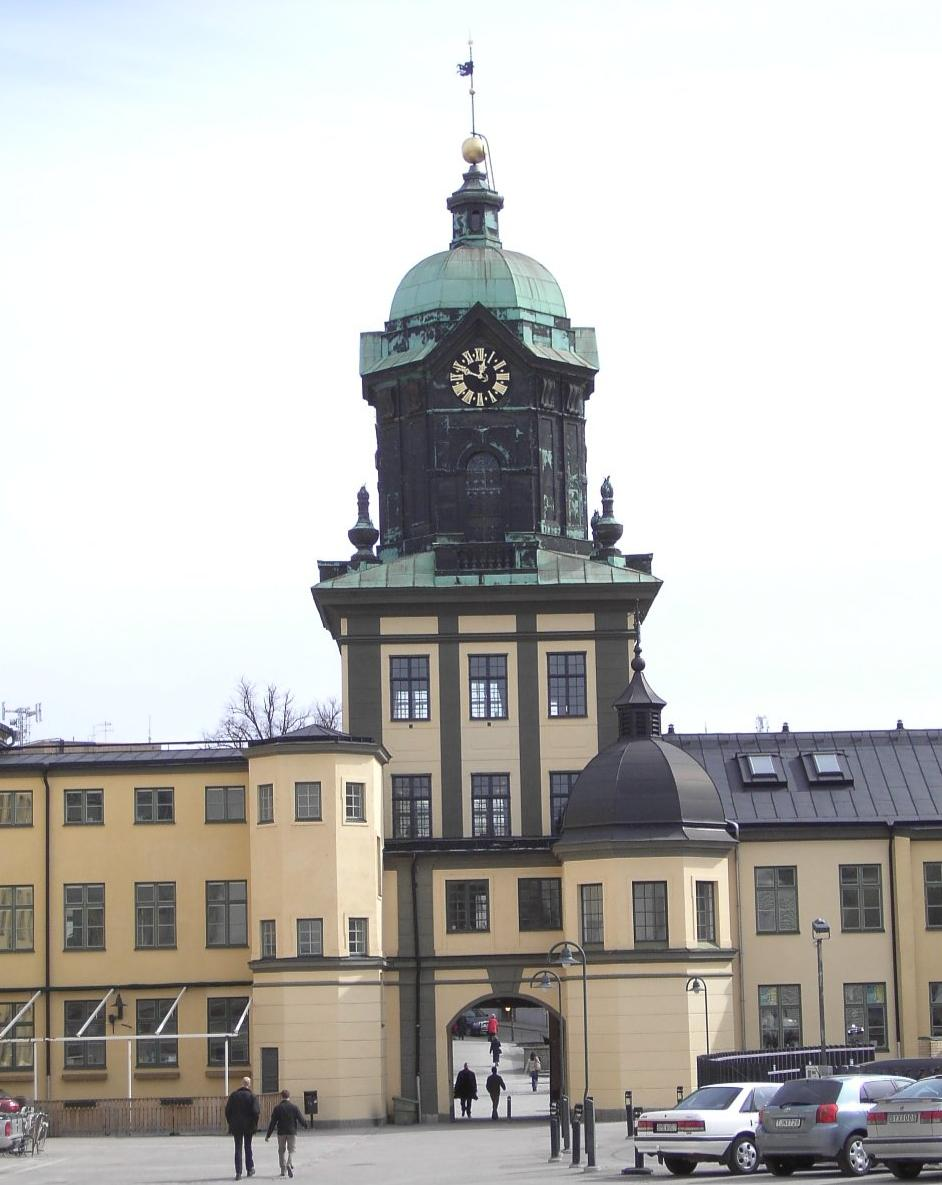
Wieza Holmentornet z poł. XVIII w., widok od strony placu Holmentorget.

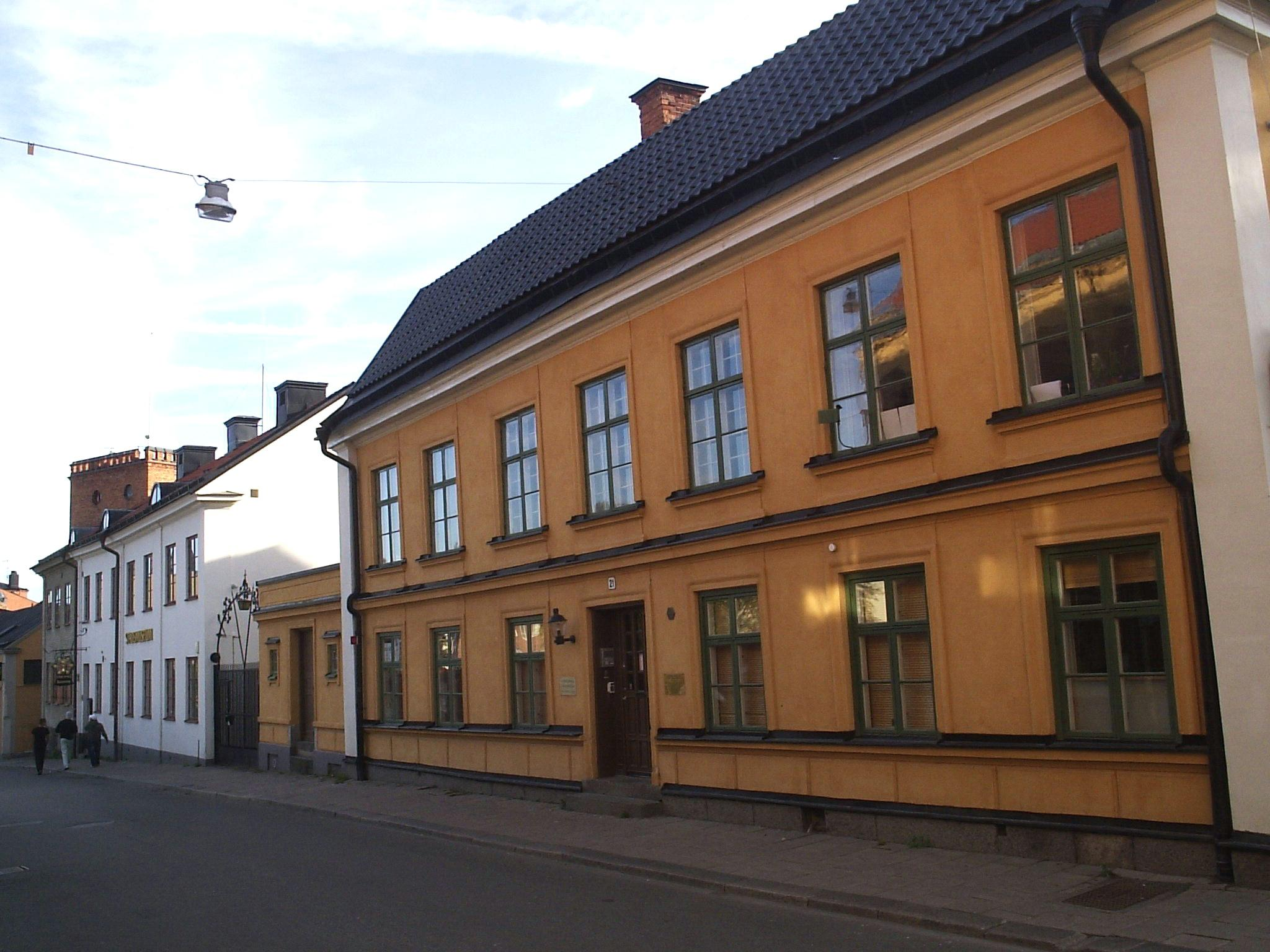
Knäppingen, jeden z budynków Muzeum Miejskiego w Norrköping, widok od strony Västgötegatan.

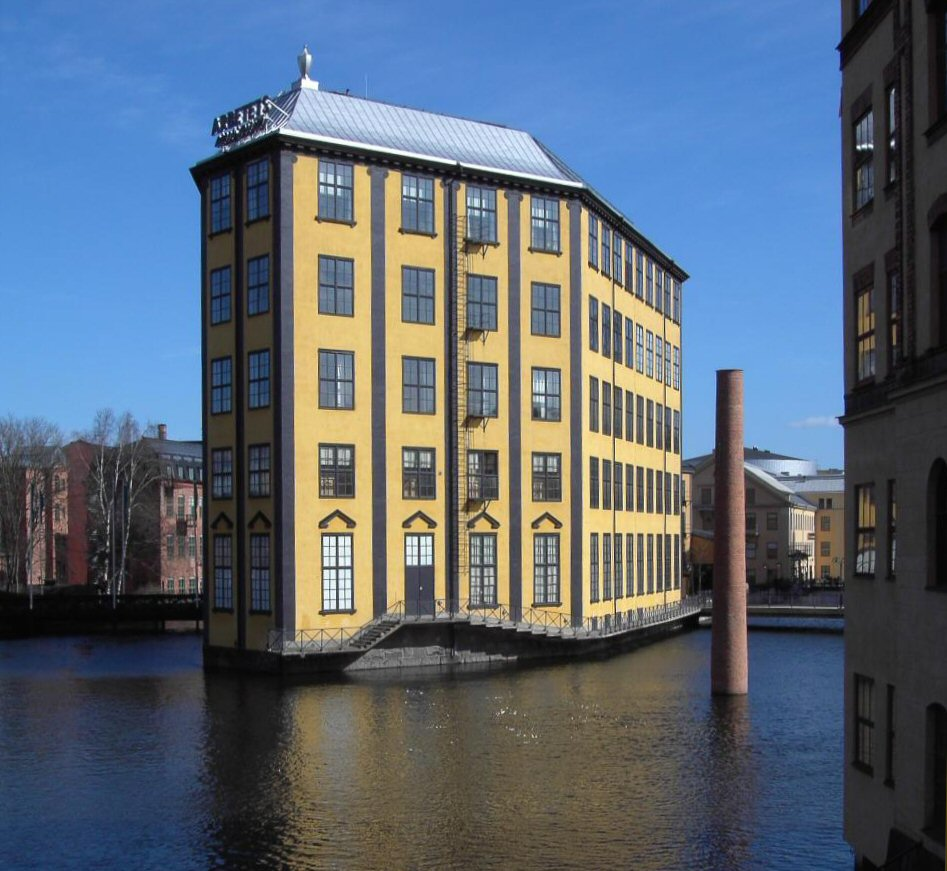
Charakterystyczne „Żelazko” – siedziba Muzeum Pracy

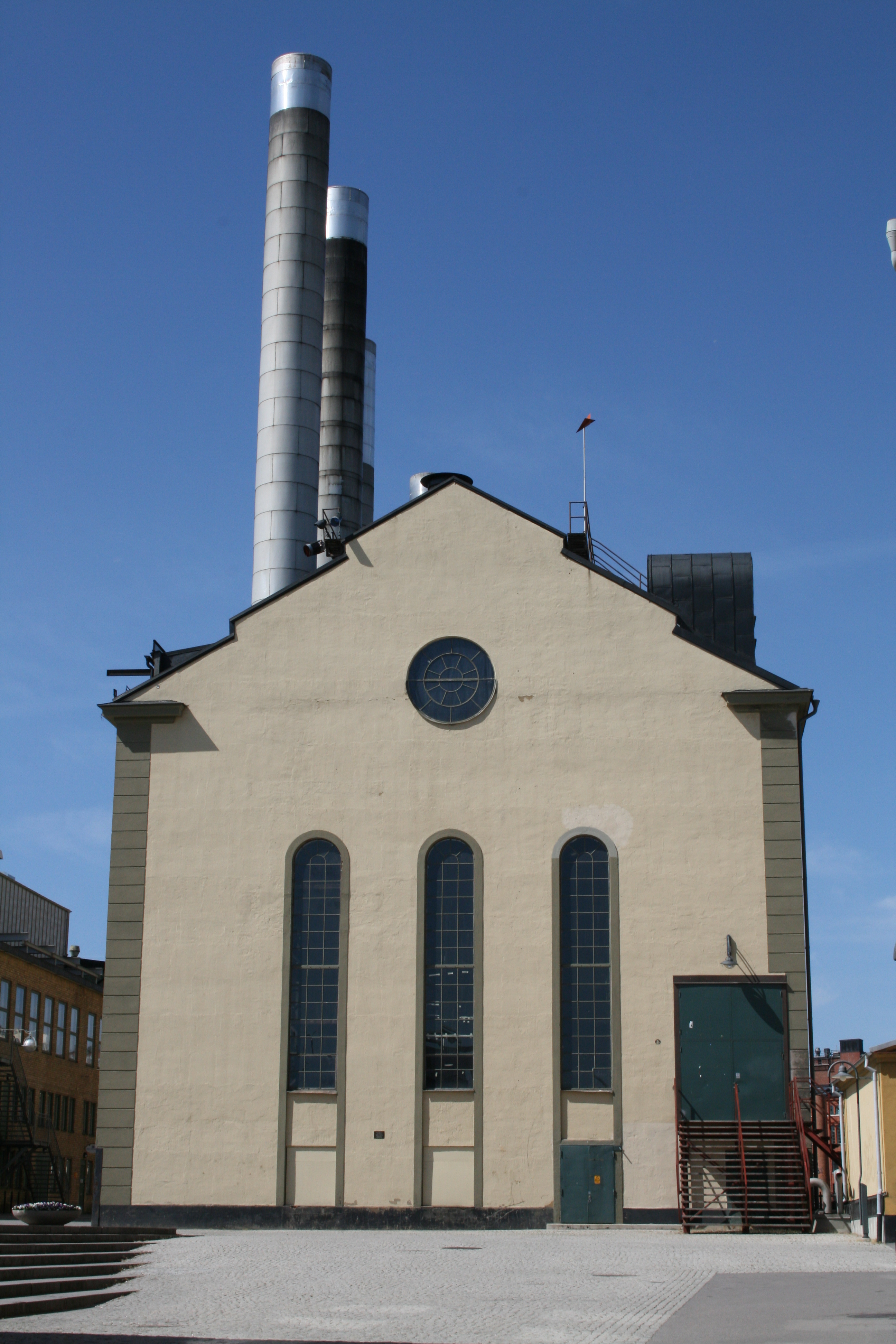
Värmekyrkan – dawna kotłownia, w okresie Adwentu jeden z największych świeczników adwentowych na świecie.

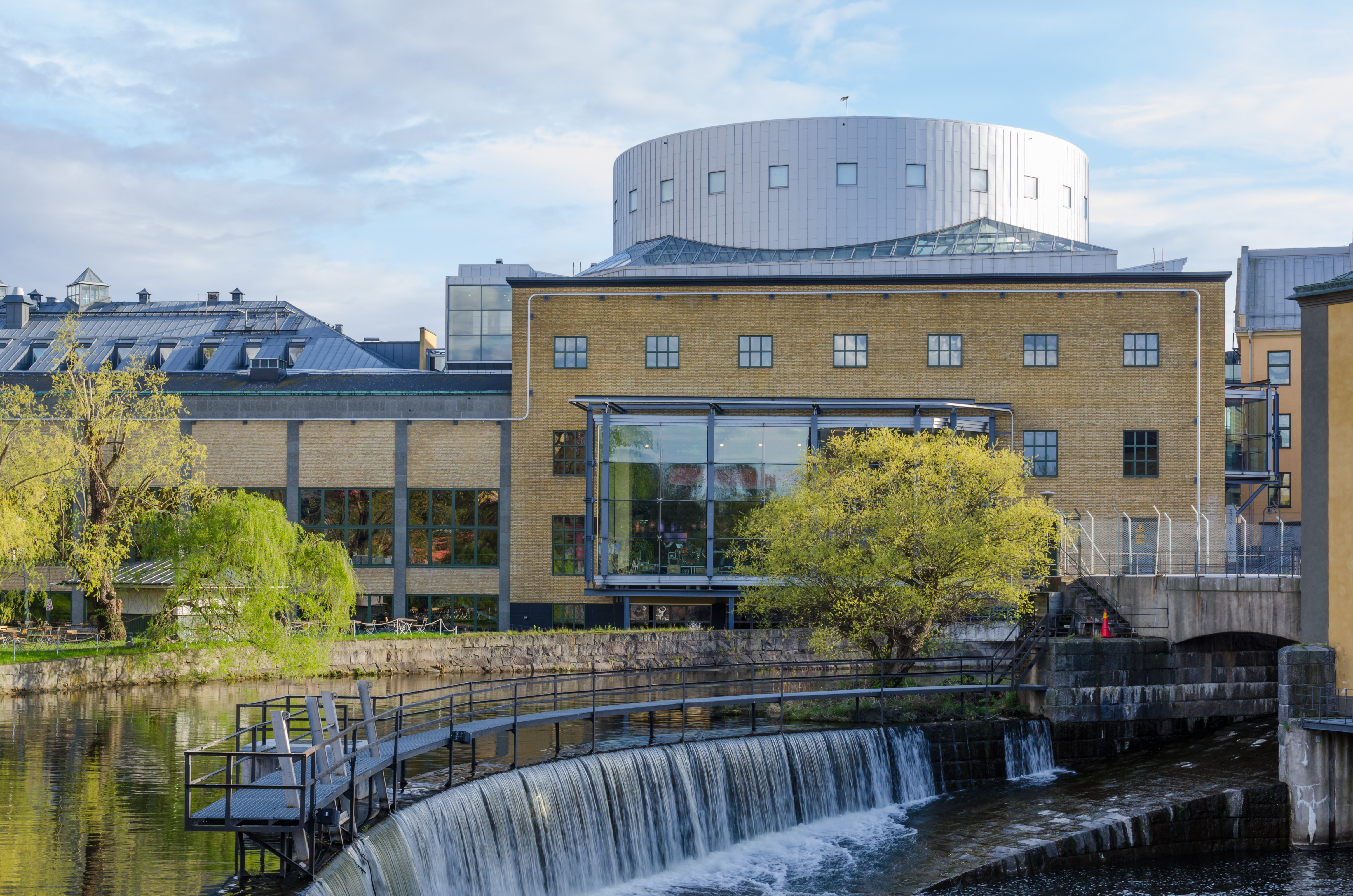
Louis de Geer konsert & kongress – Filharmonia w Norrköping. Na pierwszym planie jeden z wodospadów na Motali.

Industrilandskapet – krajobraz przemysłowy, unikalny w Europie zespół budynków przemysłowych wokół rzeki Motali w mieście Norrköping. Rozciąga się wzdłuż rzeki począwszy od fabryk Drags i Gryts, aż do dawnego kwartału Tuppen, w którym obecnie znajduje się ratusz miejski. Obszar zdominowany jest przez wysokie budynki fabryczne oraz kaskady i wodospady na Motali.

## Historia
Większość fabryk zbudowano między rokiem 1850 a 1920, natomiast kaskady i wodospady istniały tu już od czasów średniowiecza. W tkalniach i przędzalniach pracowało tysiące ludzi produkujących różnego rodzaju materiały wełniane i bawełniane. Do roku 1870 Norrköping zajmował czołową pozycję w przemyśle tekstylnym Szwecji dostarczając 70% krajowej produkcji. W latach 50. w przemyśle włókienniczym zaznaczył się kryzys. W 1970 roku zamknięto ostatnią fabrykę tekstylną w mieście. Zamknięte i opuszczone budynki fabryk zaczęły podupadać. Ich dalszy los stanął pod znakiem zapytania. Część urzędników gminnych była jeszcze w latach 60. za wyburzeniem większości z nich i zbudowania na ich miejscu wieżowców. Stanowisku temu towarzyszyła opinia części mieszkańców miasta, iż budynki byłych fabryk stanowią ponure wspomnienie przeszłości – brudnej, uciążliwej i źle płatnej pracy i symbolizują epokę, która stanowi już zamknięty rozdział w historii miasta. W latach 70. pojawił się punkt nowy widzenia na ten teren, jako cenną spuściznę historyczną, która może stanowić atut miasta Norrköping. Jednym z pierwszych, który to dostrzegł w tych kategoriach, był profesor Gunnar Lindahl (czasopismo Arkitektur, 1970). Wtórowała mu Marie Nissen, badaczka z Tekniska Högskolan. W swoich artykułach i rozprawach zwróciła ona uwagę na wartość zabudowy przemysłowej miasta Norrköping, a towarzysząc krajowym i zagranicznym ekspertom w wizjach lokalnych przekonywała o konieczności zachowania tego obszaru. W efekcie władze gminy wraz z lokalnymi firmami budowlanymi podjęły się jego ochrony i rewitalizacji. Dziś w zmodernizowanych budynkach mieszczą się m.in. muzea: Arbetets museum (Muzeum Pracy), Stadsmuseum (Muzeum Miejskie) i Holmens museum, filharmonia i kampus Uniwersytetu w Linköping.

## Ważniejsze obiekty
- Holmentornet – wieża zbudowana w latach 50. XVIII w. mieści w sobie jedną z bram wejściowych na teren Industrilandskapet. Na jej miejscu znajdował się wcześniej zakład papierniczy Holmens bruk, zbudowany na początku XVII w.
- Norrköpings stadsmuseum (Muzeum Miejskie w Norköping) znajduje się w budynku, w którym niegdyś funkcjonowała tkalnia i farbiarnia. Zgromadzone eksponaty dostarczają informacji o imponującej epoce przemysłu tekstylnego w mieście, a w muzealnym sklepie można między innymi kupić tkaniny ze wzorami z dawnych epok[4].
- Arbetets museum (Muzeum Pracy) mieści się w charakterystycznym, położonym na wyspie, budynku byłej fabryki bawełny, noszącym ze względu na swój kształt popularną nazwę „Strykjärnet” („Żelazko”). Muzeum stanowi obecnie centrum wystawowe i badawcze.
- Holmens muzeum, zajmujące pomieszczenia na parterze budynku zwanego „Strykbrädan” („Deska do prasowania”), prezentuje historię produkcji papieru czerpanego w mieście; papier ten wytwarzano w tym budynku już w XVII w.
- Värmekyrkan – budynek dawnej kotłowni, pełniący obecnie funkcje konferencyjno-rozrywkowe, znany z corocznego zapalania na jego dachu czterech świateł z okazji Adwentu.
- Louis De Geer konsert & kongress – sala koncertowa Orkiestry Symfonicznej w Norrköping, mieszcząca się w budynku byłej papierni. Służy też jako miejsce konferencyjno–biznesowe.
Budynek Louis De Geer konsert & kongress został przebudowany w latach 90. i otwarty w październiku 1994 roku. Sala koncertowa mieści się w budynku z lat 40., w którym odbywał się proces wstępny produkcji papieru, natomiast obszerne foyer zajmuje pomieszczenia maszynowni z roku 1954[5].
- Kwarteret Knäppingsborg – kwartał Knäppingsborg, którego historia sięga XVIII w. był miejscem produkcji mleka oraz używki tytoniowej zwanej snus. Obecnie mieszczą się tu sklepy spożywcze, butiki i obiekty gastronomiczne.
- Kåkenhus – główny budynek kampusu Norrköping, filii Uniwersytetu w Linköping. Mieszczą się w nim m.in. sale wykładowe, biblioteka i stołówka. Najstarsze fragmenty budynku zostały zbudowane etapami w latach 1890–1950 jako fabryka tekstylna.
- ProNova, stanowiąca część Norrköping Science Park, to zbiorcza nazwa około setki firm zajmujących się nowymi technologiami. W zespole użytkowanych przez nie budynków mieszczą się również centra konferencyjne i lokale edukacyjne.
- Visualiseringscenter C och Cnema zajmujące pomieszczenia w trzech XIX-wiecznych budynkach fabrycznych jest miejscem eksperymentalnych przedstawień teatralnych z wykorzystaniem technologii 3D. Mieści się tu też kino 3D oraz laboratorium filmowe i medialne.